# Rory Kennedy
Rory Elizabeth Katherine Kennedy, född 12 december 1968 i Washington D.C., USA, är en amerikansk dokumentärfilmare och yngsta barn till senator Robert F. Kennedy.

## Verk

### Dokumentär filmografi (som regissör)
- 1999 - American Hollow
- 1999 - Different Moms
- 1999 - Epidemic Africa
- 2000 - The Changing Face of Beauty
- 2000 - America: Up In Arms
- 2001 - All Kinds of Families
- 2001 - Healthy Start
- 2003 - Pandemic: Facing AIDS
- 2004 - A Boy's Life
- 2004 - Indian Point: Imagining the Unimaginable
- 2006 - Homestead Strike
- 2007 - Ghosts of Abu Ghraib
- 2008 - Thank You Mr. President: Helen Thomas at the White House
- 2010 - The Fence
- 2012 - Ethel
- 2013 - Last Days in Vietnam

### Dokumentär filmografi (som producent)
- 2002 - The Execution of Wanda Jean
- 2002 - Sixteen (i fyra delar)
  - Schooling Jewel
  - Sex Talk
  - Pepa's Fight
  - Refuse to Lose
- 2002 - Hidden Crisis: Women and AIDS
- 2003 - Together: Stop Violence Against Women
- 2003 - The Nazi Officer's Wife
- 2004 - Girlhood
- 2004 - Xiara's Song
- 2005 - Street Fight
- 2006 - Yo Soy Boricua
- 2007 - Ghosts of Abu Ghraib
- 2007 - Coma
- 2010 - The Fence
- 2012 - Ethel